# Historia de Brighton
Brighton comenzó siendo una aldea de pescadores, de la que datan del siglo XI las primeras referencias. En el siglo XVIII se convirtió en un centro turístico de salud, y finalmente en el siglo XX, evolucionó hasta convertirse en una importante ciudad de Inglaterra.

## Etimología
La etimología del topónimo de Brighton proviene del antiguo inglés Beorhthelmes tūn (granja de Beorhthelm). Este nombre ha evolucionado a lo largo del tiempo y se encuentra en diferentes referencias como Bristelmestune (1086), Brichtelmeston (1198), Brighthelmeston (1493) y Brighthelmston (1816). Brighton, su actual denominación, comenzó a usarse a principios del siglo XIX.

## Periodo prehistórico

### Paleolítico
En la parte occidental de los acantilados de la zona denominada Black Rock (Roca Negra), existe un estrato con restos fósiles de habitantes de la zona que data de hace unos 200.000 años. Estos homínidos son parte de la misma especie que los hallados en el valle de Neander -Hombre de Neandertal-, y cazaban diversos animales en la costa, incluyendo mamuts.

### Periodo neolítico
Whitehawk Camp es un emplazamiento del neolítico temprano, que data de 3500 a. C. aproximadamente. Investigaciones arqueológicas llevadas a cabo en la década de 1930 por English Heritage (Patrimonio Inglés), en la década de 1990, han hallado cuatro círculos concéntricos de zanjas y de montículos. Aún permanecen importantes vestigios de los montículos y sus arcos pueden ser apreciados a simple vista.
Otro emplazamiento prehistórico se encuentra cerca del campo de fútbol de Brighton, un sitio denominado The Goldstone y que se cree que fue un lugar sagrado y destinado a diferentes ceremoniales. 

### Edad de bronce
Después de realizar revisiones académicas, el Institute of Archaeology and Antiquity (Instituto de Arqueología y Antigüedades) señaló: «existen un número de vasijas de enterramiento en los límites de las tierras calizas que rodean Brighton y un agrupamiento más tardío de ‘ricas tumbas’ pertenecientes a la Edad de Bronce Temprana y Media, en esa zona.»

### Edad de hierro
Hollingbury Castle es un importante yacimiento pre romano. El emplazamiento de la Edad Celta del Hierro está circundado por unas altos montículos o paredes de tierra de aproximadamente 300 metros de perímetro. Es uno de los numerosos castros que se encuentran a lo largo del sur de Gran Bretaña. A aproximadamente 16 km de Hollingbury, se encuentra Cissbury Ring, considerada la capital tribal.

## Período romano

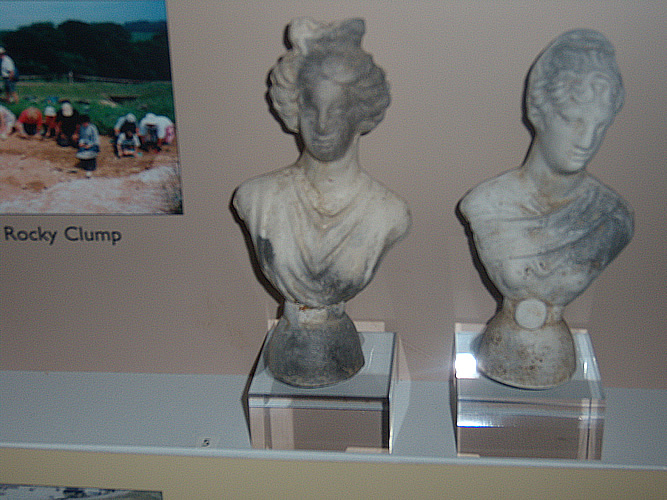
Dos figuras de terracota halladas en la tumba de una mujer junto a una villa romana en Brighton.

Los romanos construyeron villas o casas de campo a lo largo de Sussex, incluida una cuya ubicación correspondería con la de la actual ciudad de Brighton. Esta villa fue escavada en los años 1930, encontrándose numerosos objetos y la cimentación del edificio. 
En el museo de Brighton, dentro de la exposición de la recientemente creada Brighton and Hove Archaeological Society (Sociedad Arqueológica de Brighton y Hove),  en el otoño del año 2006 se expusieron dos estatuillas romanas que habían sido escavadas en la villa romana. Rocky Clump, de Stanmer Park, al norte de la ciudad, era un asentamiento agrícola romano-británico. (7)
Una calzada romana conduce desde Shoreham-by-Sea, cruzando Hove, hasta llegar a Brighton, donde gira, dirigiéndose al norte hacia Hassocks, un centro industrial romano. No se han hallado asentamientos romanos importantes en Brighton ni en Hove. No obstante, la presencia de calzadas romanas, el considerable número de objetos romanos y los considerables cambios en la orografía -debidos a la sedimentación y la erosión-, sugieren que cualquier asentamiento existente podría hallarse enterrado o que el mar se lo podría haber llevado. (8)  
A pesar de la construcción de numerosas fortificaciones costeras romano-británicas a lo largo de las costas del sur de las islas -algunas de las cuales pueden verse hoy en día en Portsmouth, al oeste, y en Pevensey, al este-, la lucha para repeler a los jinetes sajones fue, finalmente, en vano a raíz de la retirada oficial de las huestes romanas en el 410 a. C.

## Edad media

### Periodo anglosajón
Después del colapso del imperio romano, en el siglo V, los sajones se aposentaron en Brighton y la zona formó parte del reino de Sussex. Hacia el año 827 de nuestra era, Sussex fue anexionada al vecino reino de Wessex, (9) que posteriormente formó parte del reino de Inglaterra. El topónimo de Brighton y los de oros emplazamientos cercanos son de dicha época. Se han excavado yacimientos funerarios sajones, de los siglos VI y VII, en la zona de Seven Dials. (10) (11)
Al igual que ocurre en otros asentamientos el sureste de Inglaterra, al parecer Brighton parece haber surgido como lugar de atraque de barcos. En el año 1086, poco después del final de la dominación sajona -según queda registrado en el libro “Domesday Book”-, los primeros ejemplos del uso de atraques con fines pesqueros fueron en pago de una renta feudal por la que se entregaron 4.000 arenques. (10) No obstante, el libro “Domesday Book” no especifica si Brighton era una ciudad o no, teniendo en cuenta que los señoríos estaban poblados por aldeanos y pequeños agricultores, no por ciudadanos urbanos. (10) No obstante, el libro Domesday Book registra el hecho de que para finales del periodo de la dominación sajona, el conde Earl Godwin era conde de Sussex (12) y uno de los más poderosos de Inglaterra. Dicho conde poseía muchas tierras en Sussex y era el padre del rey Harold, el último rey anglo-sajón de Inglaterra.

### Conquista normanda (finales del siglo XI)
Después de la conquista de los normados, el rey Guillermo I el Conquistador otorgó la baronía de Lewes a su yerno William de Warenne, I conde de Surrey. El Domesday Book de 1086 contiene la primera evidencia documentada de un asentamiento en Brighton. (13) Dicho asentamiento, conseguido merced a la Rape of Lewes* y en la “hundred” (división administrativa) de Walesmere, estaba compuesto por tres señoríos, el primero de los cuales era conocido como  Bristelmestune. 
(Cita del libro “Domesday Book”) 
“Ralph arrienda  BRISTELMESTUNE de William. Brictric lo obtuvo como concesión otorgada por el conde Earl Godwin. En tiempos del rey Edward, estaba valorado en 5 “hides”* y 1/2. Hay tierra para 3 “hides”*. En la heredad hay medio “plough”* y (hay) 18 “villeins”* y 9 lindes con 3 “ploughs”* y un sirviente. La renta es de 4.000 arenques. En tiempos del rey Edward, tenía un valor de 8 libras y 12 chelines, y después de 100 chelines, y ahora de 12 libras.
En el mismo documento, Widard adquiere de William 6 “hides” y 1 “virgate” (unos 330 acres) que es la cantidad por la que la tierra es tasada. Tres eran los arrendatarios alodiales en tiempos del rey Edward y podían cosechar lo que quisiesen. Uno de ellos poseía un señorío y los otros dos eran unos campesinos: Hay tierra para 5 “ploughs” y (todo) ello se halla en un señorío. En la heredad hay 1 “plough” y 1/2 y (hay) 14 “villeins” y 21 “borders” con 3 “ploughs” y 1/2. Hay 7 acres de prados y bosques por los que hay que pagar una renta de 3 cerdos. En Lewes (hay) 4 “haws”. En tiempos del rey Edward (esto) tenía un valor de 10 libras, y posteriormente de 8. Ahora de 12. 
En el mismo lugar William de Wateville adquiere BRISTELMETUNE de manos de William. Ulward lo poseía otorgado por el rey Edward. Entonces tenía una extensión de 5 “hides” y 1/2. Hay tierra para cuatro “ploughs”. En la heredad hay 1 “plough” y (hay) 13 “villeins” y 11 “bordars” con 1 “ploughs”. Hay una iglesia. En tiempos del rey Edward tenía un valor de 10 libras, y después de 8 libras. Ahora de 12 libras.”
-        Domesday Book (14)    
*Hide: Antigua medida, aproximadamente 120 acres. 
* Plough: Antigua medida, aproximadamente de 50 hectáreas.  
* Villein. Arrendatario feudal. 
* Serf: Arrendatario feudal con menos tierra que el “villein”
* Haw: Burgo/Poblado
* Virgate: Antigua media equivalente a unos 330 acres. * Rape of Lewes. Subdivisión del condado de Sussex. Inglaterra.
* Bordar: Arrendatario con rango entre el “villein” y el “serf”

### Siglo XII
Seguramente que Brighton ya había adquirido estatus de ciudad para el siglo XII, si bien no tendría los servicios con los que otras ciudades en Sussex, tales como Lewes o Steyning, gozaban. (14) El priorato de St Bartholomew's Priory, erigido por los monjes en la iglesia parroquial de St Pancras Priory, de Lewes, entre los años de 1120 a 1147, se hallaba en el emplazamiento que hoy en día ocupa el ayuntamiento. La estructura de las consonantes del topónimo de Brighthelmston (B-R-T-L-M) pudo haberse debido a que el priorato hubiese estado dedicado a San Bartolomé. (16) Esta pequeña expedición de monjes cluniacenses establecieron el monasterio bajo las reglas de San Benedicto (cita requerida). La pila bautismal de la antigua iglesia parroquial de St. Nicholas, en Brighton, del siglo XII, fue descrita por Pevsner como “la mejor muestra de talla normanda de Sussex” (17) Dicha pila sugiere que la iglesia de St. Nicholas fue edificada en el siglo XII. (18) La estructura actual es del siglo XIII. La iglesia también formaba parte de priorato de Lewes.    
Los dos olmos que se hallan en los terrenos de la mansión Preston Manor son los dos olmos ingleses (Ulmus minor 'Atinia') más antiguos del mundo. Se cree que tienen unos 850 años (cita requerida), lo que querría decir que son de mediados del siglo XII.    

### Siglo XIV
Al trazado simétrico de la ciudad de Brighton sugiere que esta ya existía en el siglo XV y que hubiese estado construida alrededor el año 1300, quizá debido a la influencia de la nueva ciudad de Winchelsea construida a tan solo 72 km hacia el este. (18) En 1312, el rey Edward II le otorgó el derecho de poseer mercado propio y de un mercado anual de tres días, con ocasión de la festividad de St Bartolomew, los días 23, 24 y 25 de agosto. (19) No obstante, es probable que fuese una formalidad, ya que dicho mercado seguramente ya existía con anterioridad. (14)
La iglesia de St Peter's Church, en Preston Village, Brighton, del siglo XIV, se halla actualmente bajo la tutela de la Churches Conservation Trust (Fundación para la Conservación de Iglesias) (cita requerida) Un fresco medieval, en el que aparece el asesinato de Tomás Becket, fue hallado bajo capas de pintura, a raíz de un incendio, en el siglo XX. El fresco se halla entre los objetos de arte más antiguos de Brighton. (cita requerida) 

## Periodo moderno temprano
En junio de 1514, el pueblo pesquero -en aquel tiempo conocido como Brighthelmstone-, fue incendiado, y completamente destruido, por los franceses, como consecuencia de una guerra que comenzó a resultas del Tratado de Westminster, en 1511. Posteriormente, en 1545, los residentes de la ciudad solicitaron al monarca la instalación de cañones defensivos. Dicha solicitud figura en un mapa ilustrativo de la incursión francesa, una copia del cual puede verse en el museo de Hove. 
Este mapa es la imagen más antigua, conocida, de Brighton. Muestra un emplazamiento rectangular de aproximadamente 0,64 km². Las casas más próximas al agua muestran una serie de rampas inclinadas orientadas hacia el acantilado. La calle Middle Street fue creada en el siglo XVI, y North Street e East Street ya estaban en auge para entonces. No obstante, las calles que transcurrían entre Middle Street e East Street no existían entonces y la zona era conocida como Hempshares. (20)
La parte baja de la ciudad, más cercana al mar, sufrió la erosión causada por los envites de este. En 1665 había 113 casas, de las 135 que había habido anteriormente. No obstante, dado que tan solo 24 de ellas pagaban impuestos en aquel año, es de suponer que muchas de estas viviendas eran simples casuchas. (20) Para los años de 1640,  Brighthelmstone tenía una población de más de 4.000 habitantes y era el mayor asentamiento de Sussex. Su principal fuente de ingresos era la industria pesquera. (21)
Deryk Carver, (o Derick Carver) un fabricante flamenco de cerveza, cuyas instalaciones se hallaban en la calle Black Lion Street, fue arrestado por el alguacil Edward Gage, acusado de herejía. Carver había rechazado la autoridad de la iglesia católica de roma y, en su opinión, el papel de la misma como instrumento del poder del estado. Carver y otros fueron enviados a Londres para ser juzgados y finalmente fueron ejecutados en la ciudad de Lewes. Carver fue introducido en un barril de alquitrán y quemado vivo. (22)
Carlos II de Inglaterra, al ser derrotado en la Batalla de Worcester, escapó a Francia, atravesando Brighton, y finalmente embarcando en Shoreham-by-Sea. Este evento es conmemorado anualmente en la competición de navíos Royal Escape Yacht Race (23) que actualmente se celebra organizado por la Sussex Yacht Club. (24) La tumba del propietario del navío, Nicolas Tettersell, puede verse en el cementerio junto a la iglesia de St Nicholas, en Brighton. (25)  

## Periodo moderno tardío

### Declive de principios del siglo XVIII
Al periodo de relativa prosperidad de Brighton, a principios del siglo XVII, le siguió un lento declive que duró hasta el siglo XVIII debido a la caía de la demanda de pescado y a la erosión causada por el mar. La gran tormenta de 1703 causó considerables daños en la ciudad. Daniel Defoe hizo un informe al respecto:
 “Destrozó gran número de casas, le dio la vuelta a la cubierta de la iglesia, derrumbó dos molinos de viento echándolos por tierra, la ciudad en general (conforme se acercaba el amanecer) parecía que hubiese sido bombardeada.”
-        Daniel Defoe. The Storm (La tormenta) (27)
Una segunda tormenta, acaecida en 1705, destruyó la parte baja de la ciudad y cubrió de guijarros las casas derruidas. Las fortificaciones del acantilado, al oeste de la ciudad, fueron destruidas en 1748. (20) Las defensas costeras propuestas para repeler los envites del mar alcanzaron un coste de 8.000 libras y fueron descritas por Defoe como “más de lo que valía la ciudad” 
En 1720, el anticuario John Warburton, viajando a lo largo de la costa sur, declaró:
“Llegué a “Bright-hems tead”, una gran ciudad-mercado, mal construida, irregular, principalmente habitada por marineros que habían elegido este lugar como su residencia -en vez de escoger un lugar tierra adentro-, ya que les convenía su emplazamiento en la costa para su comercio de idas y venidas al interior. Es muy probable que la ciudad tenga el mismo destino que la otra (Hove), más de la mitad de la cual ha sido borrada del mapa, con calles medio desiertas y la playa casi cubierta de paredes de casas en la esperanza de que la cal y el cemento ofrezcan suficiente resistencia a las violentas olas cuando sean derruidas. La iglesia se halla en la parte baja de la ciudad, a unos 200 metros de la ciudad. Es grande pero nada en ella resulta digno de mención, como tampoco en la ciudad. No hay nadie de fortuna en la ciudad, excepto un Señor de buena cuna” 

- -        John Warburton (28)
Para mediados del siglo XVIII, la población había descendido a 2.000 habitantes. (21)   

### Centro turístico de salud y de la realeza, de finales del siglo XVIII
Durante los años de 1730, el doctor Richard Russell, de Lewes, comenzó a prescribir a sus pacientes que tomasen baños de agua de mar, en Brighthelmstone,  con finalidades medicinales. En 1750, escribió un folleto proclamando los beneficios que aportaba el bañarse en el mar y beber sus aguas. En 1753, mandó construir una gran casa al sur de Steine, para sí y para alojar a sus pacientes.  
En 1758, el doctor John Awsiter, otro prominente facultativo local, también escribió un documento propugnando bañarse en el mar y beber sus aguas.     
Otro doctor local, Anthony Relhan (c. 1715–1776) publicó un panfleto, en 1761, promoviendo el consumo de agua mineral y los baños de agua de mar. Esto hizo que aumentase el consumo de agua mineral de la zona, así como el hábito de bañarse en el mar. Hacia 1769 se colocó la primera piedra de Brighton Baths (Baños de Brighton).  
Después de la muerte del doctor Russel, acontecida en 1759, su casa se alquilaba para visitantes estivales, incluyendo el duque de Cumberland,  hermano de Jorge III, en 1771. El 7 de septiembre de 1783, el Príncipe de Gales, posteriormente Príncipe Regente, visitó a su tío con el que compartía sus gustos por la caza y el estilo de vida lujosa. El patrocinio que el Príncipe prestó a la ciudad en el transcurso de los siguientes cuarenta años, fue primordial para el rápido crecimiento de Brighthelmston, pasando de ser un pueblo de pescadores  a la moderna ciudad de Brighton. La famosa y descarada sátira de Rex Whistle; “The Prince Regent Awakening the Spirit of Brighton” (El Príncipe Regente Despertando el Espíritu de Brighton) se halla expuesta en el Brighton Pavillion.   
El edificio Marlborough House de Old Steine, que en la actualidad está siendo restaurado, fue edificado por Robert Adam, en 1765, y poco después fue adquirido por el por el cuarto duque (de Cumberland). Para el año 1780, ya habían comenzado a hacerse famosas las características casas adosadas (terraced hose) de estilo georgiano en Brighton y la ciudad se convirtió en un centro de moda. El crecimiento de la ciudad fue objeto de un nuevo auge cuando, en 1786, cuando el joven Príncipe de Gales –más tarde Príncipe Regente y rey Jorge IV- alquiló una granja para hacer pública su sobriedad fiscal. Pasaba la mayor parte de su tiempo libre en la ciudad donde abrió un establecimiento para su amante, la señora  Fitzherbert, y construyó el exótico Royal Pavilion, el cual es el punto de referencia más famoso de la ciudad.   
En 1793 se estableció la presencia militar fija en la ciudad, quedando inauguradas el cuartel de Preston Barracks. (26)  

Malecón de Chain Pier. Brighton.Obra de John Constable, 1824-1827

Uno de los tributos dedicado a la creciente ciudad fue el de la poeta y artista itinerante Elizabeth Beverley, la cual contribuyó con un poema - editado en el Brighton Herald, el 15 de agosto de 1818- que dice así: “¡Salve, privilegiado paraje, divino lugar de retiro! Dulce refugio del tórrido calor del sol…  ¿Quién fue en la ciudad el que te erigió hasta llegar a ser una soberbia ciudad y un gran…” (27)
La urbanización de Kemp Town -en el corazón del distrito de Kemptown- fue construido entre 1823 y 1855, y es un buen ejemplo de arquitectura de estilo Regency (Regencia). 

### Siglo XIX y periodo anterior a la I Guerra Mundial
La popularidad de Brighton entre las clases ricas, los famosos y la realeza continuó a lo largo del siglo XIX y se construyó un número de hoteles imponentes en primera línea de playa, entre ellos el Bedford Hotel, en 1829 (hoy en día Holiday Inn Brighton – Seefront), el Grand Hotel, en 1864, el Grand Brighton Hotel, en 1864, y el Metropole Hotel (hoy en día Hilton Brighton Metropole), en 1890. El pabellón de pruebas militares, Church Street drill hall, también fue completado en el año 1890. (28)
La popularidad de la ciudad entre los ricos aumentó a raíz de la decisión del Príncipe Regente de construir un palacio en la costa: el Royal Pavilion. Su construcción comenzó en 1787, pero fue la ampliación del mismo -llevada a cabo por John Nash, la cual comenzó en 1811- la que creó el llamativo pabellón de estilo orientalista y que convirtió a Brighton en centro para la sociedad del Periodo Regencia.  
A principios del siglo XIX, Gideon Algernon Mantell (famoso obstetra, naturalista, geólogo y paleontólogo inglés), vivía en Stein, cerca de la playa. Su residencia ostenta una placa conmemorativa en la fachada. Mantel descubrió el primer fósil de iguanadon a partir de un diente fosilizado que había hallado en los alrededores de la localidad, convirtiéndose en uno de los primeros teóricos de la prehistoria en la que los lagartos gigantes dominaban la tierra.   
Brighton se convirtió en una ciudad importante para la industria ferroviaria a raíz de las obras de construcción de la red, en 1840. Esto hizo que Brighton se hallase al alcance de los viajeros que a diario se desplazaban, procedentes de Londres y que acudían en masa a ver a la reina Victoria, cuya cada vez más numerosa familia, constreñidos al espacio del Royal Pavilion. En 1845, la reina Victoria adquirió los terrenos para la construcción del castillo Osborne House, en la isla de Wight, abandonando Brighton definitivamente. En 1850, el palacio Royal Pavilion fue vendido a las autoridades de Brighton.    

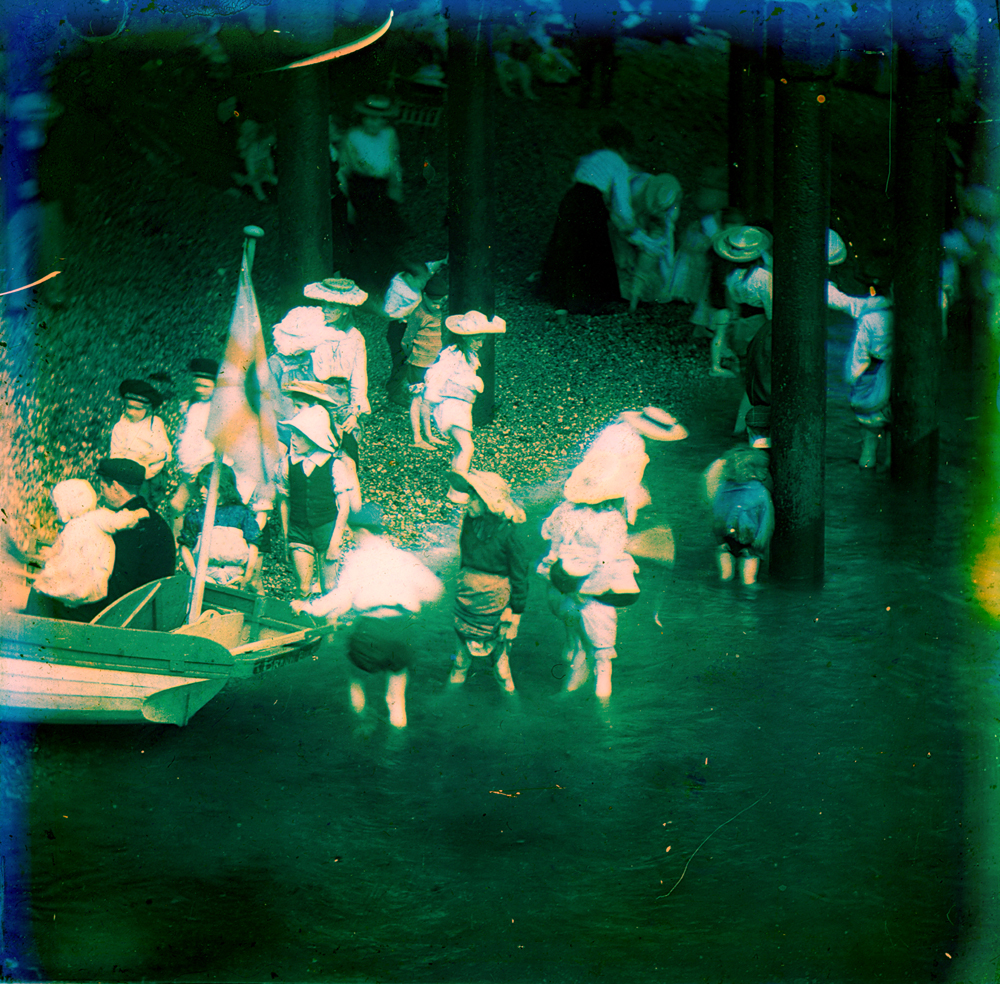
Diapositiva tomada con flash, a tres colores, con niños jugando en la playa de Brighton. 6 de agosto de 1906. Tomada por Otto Pfenninger

En 1859 se fundó la escuela municipal de arte, la Brighton School of Art (Escuela de Arte de Brighton) que pasó a formar parte de la universidad politécnica, Brighton Polytechnic, como Facultad de Arte y Diseño, y que en la actualidad es la Facultad de Arte y Arquitectura de la universidad de Brighton.  
En la segunda mitad del siglo XIX se construyeron en Brighton un número de iglesias. Esto fue debido, en gran medida, a los esfuerzos del Reverendo Arthur Douglas Wagner, una figura prominente del movimiento anglo-católico del momento. Se cree que donó toda su fortuna para la construcción de un número de iglesias, incluyendo la de St. Bartholomew (San Bartolomé): un impresionante edificio construido en ladrillo rojo con un tamaño y unas perspectivas mastodónticas, dignas del arca de Noé. (29) Otras importantes iglesias victorianas de Brighton incluyen la iglesia parroquial de  St. Michael and All Angels (San Migule y Todos los Ángeles) que posee unas vidrieras en colores, obra de los prerrafaelitas (Hermandad Prerrafaelita) William Morris, Edward Burne-Jones, Ford Madox Brown y Philip Webb. (30)   
A principios del siglo XX, Otto Pfenninger desarrolló un método de fotografía en color, en Brighton.

### Primera Guerra Mundial
Entre el 1 de diciembre de 1914 y el 15 de febrero de 1916, el Royal Pavilion fue utilizado como hospital militar para soldados indios, disponiendo de un total de 724 camas. Desde el 20 de abril de 1916 hasta el 21 de julio de 1919, el palacio fue designado para uso como hospital general para mutilados de guerra, el Pavilion General Hospital, con una capacidad de 6.085 pacientes. (31) El segundo hospital general fue el Eastern General Hospital que ocupaba el colegio de segunda enseñanza para chicos, colegios de primaria y el asilo para pobres. (32) Así mismo, Brighton fue asignado como tercer hospital para soldados australianos, con el  Third Australian Hospital y, además, como la ciudad con el primer hospital de Gran Bretaña para casos de conmoción a causa de los bombardeos. En el transcurso de la guerra, doscientas treinta y tres trenes con vagones ambulancia procedentes de la red ferroviaria de Londres, Brighton y South Coast (costa sur), trasladaron treinta mil, setenta pacientes a Brighton. (33)
En junio de 1916, el sonido de los cañones que estaban siendo disparados en la batalla del Somme podía oírse en el campo de juego del instituto Brighton College mientras se desarrollaba un partido de cricket. (34)
El monumento conmemorativo, The Brighton War Memorial, en Old Steine, fue erigido por el conde, Earl Beatty, el 7 de octubre del año 1922, con los nombres de 2.597 hombres y 3 mujeres de la ciudad que habían muerto en el frente. (35)
El Chattri es un monumento conmemorativo por los soldados indios que murieron en el hospital Royal Pavilion. Este monumento está situado en las colinas calizas de South Downs, al norte de Patcham, a las afueras de la ciudad. Se trata de un monumento octogonal construido sobre un terreno para ceremonias de cremación y fue inaugurado por el Príncipe de Gales el 1 de febrero de 1921. (36)  

### Posguerra II Guerra Mundial
En muchos aspectos, el crecimiento acaecido en Brighton en el periodo de la posguerra ha sido una continuación del “Brighton de moda” que atrajo a las clases altas del periodo georgiano. El crecimiento del turismo en masa fue un estímulo para que numerosos negocios de Brighton ofreciesen sus servicios al visitante. Existe una abundancia de bares y de restaurantes. Un importante hecho de la posguerra fue la creación de la universidad de Sussex, diseñada por Sir Basil Spence. La universidad alcanzó una gran reputación académica, así como una cierta fama de radical. Brighton, con su vibrante actividad cultural, no se puede imaginar sin los miles de estudiantes de su escuela politécnica,  Sussex and Brighton Polytechnic, que fue nombrada universidad en 1992 (University of Brighton), aún con sus antiguas raíces en la universidad de su época victoriana. 
Otras acontecimientos de la posguerra cambiaron radicalmente en centro de la ciudad, con el fin de crear el tan necesario alojamiento de bajo coste. Ejemplo de ello es el cambio sufrido en Richmond Street donde se levantaron altos bloques vecinales. Un ejemplo notorio de ello fue la valla defensiva levantada en el cruce de las actuales calles Elmore Road con Richmond Street, con el fin de evitar que los carruajes se precipitasen por la empinada cuesta.     
En esta misma zona se han construido otras edificaciones, tales como los alojamientos para estudiantes en la parte baja de Southover Street, que fueron construidos a principio de los años de 1990, cerca de la residencia de estudiantes Phoenix Brewery. Un complejo de alojamientos, adyacente, al final de la calle Albion Hill, detrás de la galería de arte Phoenix Gallery, está compuesto por casas que una vez se conocían como el estado de "The Peoples State of Trumpton". El complejo fue ilegalmente ocupado (okupa), por primera vez, por Martin y Suzie Cowley, en un intento de evitar la demolición de las cabañas. Una de ellas era la cabaña más pequeña de Brighton, acción que fue comparada con la zona de okupas The Peoples State de Chigley, en Brigg, en Humberside. Este emplazamiento era lugar de la ocupación a largo plazo con una estética colorida muy de acorde con la población bohemia de la zona. Este emplazamiento de “The Peoples State of Trumpton” se erigió a raíz del movimiento “Brighton Justice” y la creación de espacio social junto al antiguo palacio de justicia, el cual había sido tomado por los okupas.         
En los años de 1970, la zona de North Laine estuvo amenazada de demolición, pero fue condonada gracias a la intervención del oficial de urbanismo Ken Fines (38) (39) (40) aunque  posteriormente terminó en estado ruinoso. 
Al mismo tiempo, se llevó a cabo una gran inversión en el Brighton Marina (puerto deportivo), el cual tuvo que enfrentarse a la fuerte oposición de muchos ciudadanos. El periódico semianarquista Brighton Voice también se opuso a la forma en la que se gobernaba la ciudad. La zona del paseo marítimo, en particular, se hallaba mucho menos desarrollada que en la actualidad. Existía una acomodación en condiciones precarias gestionada por propietarios de suburbios. El alto porcentaje de desempleo en el distrito central condujo a una contra-cultura okupa. Mientras tanto, una minoría de la población tenía una importante y notoria presencia, frecuentemente con cabellos teñidos de colores chillones, o rasta, y eran prominentemente politizados y expresaban a gritos su odio contra el gobierno de Margaret Thatcher.   
Este periodo estuvo marcado por un fenómeno natural: la Gran Tormenta de 1987. Los parques de Level y Steine fueron devastados a causa de la caída de muchos grandes olmos. El Pavilion y la iglesia Church of St. Peter sufrieron considerables daños. 
Embassy Court es uno de los edificios más singulares frente al paseo marítimo de Brighton y Hove, si bien las razones han sido diversas, a lo largo de los años. Cuando fue construido, en 1935, diseñado por el arquitecto Wells Coates, el edificio contrastaba fuertemente con la arquitectura más tranquila y ornamental de King’s Road, y fue propuesta como prototipo para llevar  a cabo una completa reurbanización de la zona. No obstante, para los años de 1990, la estructura fue causa de comentarios debido a su estado de deterioro. La prensa se hizo eco de los desprendimientos de las paredes y de la caída de ventanas del edificio y se temía que iba a sufrir el mismo infame destino que el malecón  West Pier que prácticamente había sucumbido a los elementos y a supuestos pirómanos, a principios de 2004. Finalmente se salvó de este destino ya que un consorcio formado por residentes y por propietarios pudieron hacerse con la propiedad del edificio, adquiriéndolo de manos de la  anterior compañía mobiliaria. Su restauración comenzó en el 2004 y fue concluida para el otoño del 2005.  
El cambio social acontecido a lo largo del siglo XX ha hecho que muchos de las casas del siglo XIX se hayan convertido en apartamentos, al igual que ha ocurrido con los edificios que las albergaban.      
En 1997, el ayuntamiento de Brighton fue reemplazado por el de Brighton y Hove, uniendo los dos municipios, y la reina le concedió el estatus de ciudad en el año 2001. 

## Historia de la economía
El pilar de la economía de Brighton, en los primeros setecientos años de su historia, fue la pesca. Las tierras llamadas Hempshares –emplazamiento de la actual Lanes- proveía el cáñamo para la confección de cabos, las velas estaban confeccionas con lino que crecía en Hove (41) y las redes se secaban y los botes se amarraban en tierra en lo que hoy se conoce como Old Steine (42)  Los pescadores vivían y trabajaban en las explanadas o playas a los pies de los acantilados de East Cliff, en una zona conocida como Lower Town (parte baja de la ciudad) (41) Conforme la ciudad se hacía más grande, muchos pescadores se desplazaron a la zona de Carlton Hill y usaron sus numerosos almacenes y cobertizos para curar y ahumar el producto de sus capturas. (43) La industria era tan próspera desde los inicios de Brighton, en 1579, que una representación de ciudadanos relevantes, formados por personas seleccionadas por el consejo privado Privy Council of England (consejeros de la reina) requirió a los pescadores que documentasen cómo trabajaban y cómo distribuían y compartían las capturas y sus beneficios. Los resultados fueron recogidos por ley. Las copias originales del libro “The Book of All The Auncient Customs heretoforeused amonge the fishermen of the Toune of Brighthelmstone” [sic] (El Libro de todas las Antiguas Costumbres usadas hasta el presente entre los pescadores de atún de  Brighthelmstone). (44) (44) En 1580 (año en el que dicho libro fue publicado) la flota de Brighton estaba compuesta de 80 embarcaciones y era la mayor flota pesquera del sur de Inglaterra, llegando a emplear cuatrocientos hombres. Los principales peces capturados eran el arenque y la caballa, pero también se capturaba la platija, el bacalao y el congrio. Para 1790 había una flota de cien barcos, pero esta cifra descendió a cuarenta y ocho para 1948. En 1864, una lonja de pescado que se abrió en King’s Road, reemplazó el antiguo mercado de pescado al aire libre, en la playa, el cual se desplazó a Carlton Hill en 1960, pero fue clausurado en el año 2005. La flota pesquera actual, mucho más reducida, atraca en el Brighton Marina (puerto deportivo) (46)
En el siglo XVIII, la economía se diversificó conforme la ciudad crecía. Se crearon pequeñas fundiciones, especialmente en la zona de North Laine. Importadores de carbón, tales como la  Brighthelmston Coal Company, abrieron sus negocios para recibir el  combustible procedente de Newcastle. El turismo y la sociedad de moda quedaban reflejados en la proliferación de alquileres de casas, colegios e internados, sastres y modistas, sombrererías y joyerías. Muchas mujeres trabajaban. En Brighton, a finales del siglo XVIII, más de la mitad de las mujeres que trabajaban, lo hacían como amas de llaves o encargadas del alquiler de casas de huéspedes, o como servicio doméstico, y se abrieron grandes lavanderías, lo cual era el origen principal de empleo. (47) La producción de cerveza era otra industria especializada en Brighton, desde sus inicios a principios del siglo XVII y despegó después de 1800. Los productores y destilerías más destacadas eran Kemp Town Brewery (1840s–1964), Cannon Brewery (1821–1969), Griffiths (posteriormente Rock) Brewery (1809–1960), la Albion, la Longhurst y la Bristol Steam Brewery. Otras muchas no consiguieron sobrevivir al siglo XIX. La Plack Lion Brewery, de Lanes, fundada pot Dirick Carver en 1545, dejó de producir cerveza en 1901 pero sus edificios sobrevivieron hasta 1968. La mayor destilería era la Tamplins (1821–1973), que era propietaria, en su momento, de más de doscientas bares o tabernas (pubs) en Brighton, y que adquirió otras destilerías más pequeñas, tales como las de las compañías Smithers (1851) y la de West Street (1767). (48)

## Historia política y activista
El grupo a favor de las manifestaciones políticas “Justice” y su semanario “SchNEWS” (1994 – 2014) tenían su base en Brighton (48) en el centro social, libertario, Cowley Club. Este centro recibió el nombre de Harry Cowley (1890 – 1971), “uno de los primeros y más queridos defensores del activismo de “people power” (el pueblo al poder), en Brighton” (50)

## Ver
- Historia de Sussex (Historia de Sussex)

## Otras fuentes
- •        My Brighton and Hove: A Living History Site. [1] •        The James Gray Collection – extensive collection of old photographs (owned by the Regency Society)  •        Brighton on Francis Frith – Old photos, maps and memories of Brighton

## Otras lecturas
Publicadas en el siglo XIX
- John Feltham (1813). "Brighton". Guide to all the Watering and Sea-bathing Places.  (4) London
- George S. Measom (1853), "Brighton", Official Illustrated Guide to the Brighton and South Coast Railways, London: H.G. Collins
- John Parker Anderson (1881), "Sussex: Brighton", Book of British Topography: a Classified Catalogue of the Topographical Works in the Library of the British Museum Relating to Great Britain and Ireland, London: W. Satchell
- "Brighton", Great Britain (4th ed.), Leipsic: Karl Baedeker, 1897, OCLC 6430424  Publicadas en el siglo XX  ·       G.K. Fortescue, ed. (1902). "Brighton". Subject Index of the Modern Works Added to the Library of the British Museum in the Years 1881–1900. London.  ·       Robert Donald, ed. (1908). "Brighton". Municipal Year Book of the United Kingdom for 1908. London: Edward Lloyd.  ·       "Brighton", The Encyclopædia Britannica (11th ed.), New York: Encyclopædia Britannica, 1910, OCLC 14782424

- Datos: Q16994091
- Multimedia: History of Brighton / Q16994091

1. ↑  Glover, Jodith (1975). The Place Names of Sussex (en inglés). Londres. ISBN 0-7134-2853-8.
2. ↑  Leslie, Kim; Short, Brian (1999). An Historical Atlas of Sussex (en inglés). p. 10. ISBN 1-86077-112-2.
3. 1 2  Sicklemore, Richard (1824). The history of Brighton, and picture of the roads by the three principal routes to the metropolis. (en inglés). p. 88.
4. ↑  «Origins and myths of The Goldstone | Hove Park | My Brighton and Hove». web.archive.org. 3 de diciembre de 2019. Archivado desde el original el 3 de diciembre de 2019. Consultado el 27 de enero de 2020.